# Joyce DiDonato
Joyce DiDonato, nata Flaherty (Prairie Village, 13 febbraio 1969), è un mezzosoprano statunitense.

## Biografia
Joyce DiDonato ha alle spalle un curriculum importante: nata in Kansas, dopo la laurea alla Wichita State University ha partecipato a programmi per giovani artisti dei teatri dell'opera di San Francisco, Houston e Santa Fe.
Nel 2012 vince un Grammy Award per la categoria Best Classical Vocal Solo con l'album Diva, Divo per la EMI Records, è Romeo ne I Capuleti e i Montecchi a San Francisco, Ariodante con Marie-Nicole Lemieux nel Concertgebouw e nell'Opéra Royal de Versailles, Maria Stuarda nel Houston Grand Opera, Angelina ne La Cenerentola al Nationaltheater (Monaco di Baviera), tiene un recital al Theatro Municipal (Rio de Janeiro) è al Gran Teatre del Liceu (Barcellona).
È stata sposata con il direttore d'orchestra triestino Leonardo Vordoni.

## Repertorio
| Ruolo                      | Titolo                   | Autore    |
| -------------------------- | ------------------------ | --------- |
| Meg March                  | Little Women             | Adamo     |
| Romeo Montecchi            | I Capuleti e i Montecchi | Bellini   |
| Adalgisa                   | Norma                    | Bellini   |
| Ascanio                    | Benvenuto Cellini        | Berlioz   |
| Didon                      | Les Troyens              | Berlioz   |
| Béatrice                   | Béatrice et Bénédict     | Berlioz   |
| Grace Kelly                | Jackie O                 | Daugherty |
| Elisabetta I Maria Stuarda | Maria Stuarda            | Donizetti |
| Stéphano                   | Roméo et Juliette        | Gounod    |
| Agrippina                  | Agrippina                | Händel    |
| Radamisto                  | Radamisto                | Händel    |
| Elmira                     | Floridante               | Händel    |
| Sesto Pompeo               | Giulio Cesare in Egitto  | Händel    |
| Ariodante                  | Ariodante                | Händel    |
| Alcina                     | Alcina                   | Händel    |
| Dejanira                   | Hercules                 | Händel    |
| Irene                      | Theodora                 | Händel    |
| Sister Helen               | Dead Man Walking         | Heggie    |
| Arden Scott                | Great Scott              | Heggie    |
| Zlatohrbitek               | La piccola volpe astuta  | Janáček   |
| Maslova                    | Resurrection             | Machover  |
| Charlotte                  | Werther                  | Massenet  |
| Cendrillon                 | Cendrillon               | Massenet  |
| Idamante                   | Idomeneo Re di Creta     | Mozart    |
| Cherubino                  | Le nozze di Figaro       | Mozart    |
| Donna Elvira               | Don Giovanni             | Mozart    |
| Dorabella                  | Così fan tutte           | Mozart    |
| Annio Sesto                | La clemenza di Tito      | Mozart    |
| Virginia Woolf             | The Hours                | Puts      |
| Isabella                   | L'italiana in Algeri     | Rossini   |
| Rosina                     | Il barbiere di Siviglia  | Rossini   |
| Angelina                   | La Cenerentola           | Rossini   |
| Adina                      | Adina                    | Rossini   |
| Elena                      | La donna del lago        | Rossini   |
| Semiramide                 | Semiramide               | Rossini   |
| Isolier                    | Le Comte Ory             | Rossini   |
| Octavian                   | Der Rosenkavalier        | Strauss   |
| Der Komponist              | Ariadne auf Naxos        | Strauss   |
| Ippolita                   | Ercole su'l Termodonte   | Vivaldi   |

## Discografia parziale

### Opere in studio
| Anno | Titolo Ruolo                    | Cast                                                  | Direttore            | Etichetta           |
| ---- | ------------------------------- | ----------------------------------------------------- | -------------------- | ------------------- |
| 1997 | Jackie O Grace Kelly            | Nicole Heaston, Eric Owens, Stephanie Novacek         | Christopher Larkin   | Argo                |
| 2000 | Little Women Meg                | Stephanie Novacek, Margaret Lloyd, Stacey Tappan      | Patrick Summers      | Ondine              |
| 2003 | Radamisto                       | Patrizia Ciofi, Maite Beaumont, Laura Cherici         | Alan Curtis          | Virgin Classics     |
| 2005 | Floridante Elmira               | Marijana Mijanovic, Roberta Invernizzi, Vito Priante  | Alan Curtis          | Archiv              |
| 2009 | Alcina                          | Sonia Prina, Maite Beaumont, Karina Gauvin            | Alan Curtis          | Archiv              |
| 2010 | Ercole su'l Termodonte Ippolita | Rolando Villazón, Vivica Genaux, Philippe Jaroussky   | Fabio Biondi         | Virgin Classics     |
| 2011 | Ariodante                       | Karina Gauvin, Marie-Nicole Lemieux, Sabina Puertolas | Alan Curtis          | Virgin Classics     |
|      | Don Giovanni Donna Elvira       | Ildebrando D'Arcangelo, Diana Damrau, Luca Pisaroni   | Yannick Nézet-Séguin | Deutsche Grammophon |
| 2019 | Agrippina                       | Luca Pisaroni, Franco Fagioli, Jakub Józef Orliński   | Maksim Emel'janyčev  | Warner Classics     |

### Opere live
| Anno | Titolo Ruolo                  | Cast                                                    | Direttore       | Etichetta       |
| ---- | ----------------------------- | ------------------------------------------------------- | --------------- | --------------- |
| 2003 | Benvenuto Cellini Ascanio     | Gregory Kunde, Patrizia Ciofi, Laurent Naouri           | John Nelson     | Virgin Classics |
| 2004 | La Cenerentola Angelina       | José Manuel Zapata, Paolo Bordogna, Bruno Praticò       | Alberto Zedda   | Naxos Records   |
| 2012 | Dead Man Walking Sister Helen | Frederica von Stade, Philip Cutlip, Mesha Bruggergosman | Patrick Summers | Virgin Classics |

### Recital
| Anno | Titolo                                   | Cast                             | Programma | Direttore Orchestra e Coro                                                | Etichetta       |
| ---- | ---------------------------------------- | -------------------------------- | --- | ------------------------------------------------------------------------- | --------------- |
| 2004 | Amor e Gelosia - Handel: Operatic Duets  | Joyce DiDonato e Patrizia Ciofi  | Arie e duetti da opere di Händel (Poro, re delle Indie, Rinaldo, Rodelinda, Silla, Sosarme, Faramondo, Atalanta, Muzio Scevola, Orlando, Serse, Admeto, Flavio | Alan Curtis Il Complesso Barocco                                          | Virgin Classics |
| 2008 | Furore (Handel Opera Arias)              | Joyce Didonato                   | Arie da opere di Händel (Serse, Teseo, Giulio Cesare in Egitto, Admeto, Hercules, Imeneo, Semele, Ariodante, Amadigi) | Christophe Rousset Les Talents Lyriques                                   | Erato           |
| 2009 | Rossini: Colbran, the Muse               | Joyce Didonato                   | Arie da opere di Rossini composte per la moglie Isabella Colbran (Armida, La donna del lago, Maometto secondo, Elisabetta, regina d'Inghilterra, Semiramide, Otello) | Edoardo Müller Orchestra e Coro dell'Accademia nazionale di Santa Cecilia | Erato           |
| 2011 | Diva, Divo - Male and Female Roles       | Joyce DiDonato                   | Arie da opere di Massenet (Chérubin, Cendrillon, Ariane), Mozart (Le nozze di Figaro, La clemenza di Tito), Gluck (La clemenza di Tito), Rossini (Il barbiere di Siviglia, La Cenerentola), Gounod (Faust, Berlioz (La damnation de Faust), Bellini (I Capuleti e i Montecchi), Strauss (Ariadne auf Naxos) | Kazushi Ono Orchestra e Coro dell'Opera di Lione                          | Erato           |
| 2012 | Drama Queens                             | Joyce DiDonato                   | Arie da opere di Orlandini (Berenice), Porta (Ifigenia in Aulide), Händel (Alcina, Giulio Cesare in Egitto, Alessandro), Keiser (Fredegunda, Octavia), Cesti (Orontea), Monteverdi (L'incoronazione di Poppea), Giacomelli (Merope), Haydn (Armida)                                                         | Alan Curtis Il Complesso Barocco                                          | Erato           |
| 2014 | Stella di Napoli - Bel Canto Opera Arias | Joyce DiDonato                   | Arie da opere di Pacini (Stella di Napoli, Saffo), Bellini (Adelson e Salvini, I Capuleti e i Montecchi), Carafa (Le nozze di Lammermoor), Rossini (Zelmira), Mercadante (La Vestale), Donizetti (Elisabetta al castello di Kenilworth, Maria Stuarda), Valentini (Il sonnambulo)                           | Riccardo Minasi Orchestra e Coro dell'Opera di Lione                      | Warner Classics |
| 2015 | Joyce & Tony - Live from Wigmore Hall    | Joyce DiDonato e Antonio Pappano | Arie antiche, canzoni italiane ed americane, colonne sonore | Antonio Pappano                                                           | Warner Classics |
| 2016 | In War & Peace - Harmony through music   | Joyce DiDonato                   | Arie da opere ed oratori di Händel (Jephtha, Giulio Cesare in Egitto, Agrippina, Rinaldo, Susanna), Leo (Andromaca), Purcell (The indian queen, Dido and Æneas, Bonduca), Jommelli (Attilio Regolo), Monteverdi (Il ritorno d'Ulisse in patria)                                                             | Maxim Emelyanychev Il Pomo d'Oro                                          | Erato           |

## Registrazioni video

### Opere
| Anno | Titolo Ruolo                   | Cast                                                    | Direttore         | Etichetta        |
| ---- | ------------------------------ | ------------------------------------------------------- | ----------------- | ---------------- |
| 2002 | Il barbiere di Siviglia Rosina | Dalibor Jenis, Roberto Saccà, Charlos Chaussón          | Bruno Campanella  | TDK              |
| 2004 | Hercules Dejanira              | William Shimell, Toby Spence, Ingela Bohlin             | William Christie  | Bel Air Classics |
| 2008 | Don Giovanni Donna Elvira      | Simon Keenlyside, Marina Poplavskaya, Ramón Vargas      | Charles Mackerras | Opus Arte        |
|      | La Cenerentola Angelina        | Juan Diego Flórez, Bruno de Simone, David Menéndez      | Patrick Summers   | Decca            |
| 2009 | Il barbiere di Siviglia Rosina | Juan Diego Flórez, Alessandro Corbelli, Pietro Spagnoli | Antonio Pappano   | Virgin Classics  |
| 2012 | Le Comte Ory Isolier           | Juan Diego Flórez, Diana Damrau, Michele Pertusi        | Maurizio Benini   | Virgin Classics  |
|      | Cendrillon                     | Alice Coote, Ewa Podleś, Jean-Philippe Lafont           | Bertrand de Billy | Virgin Classics  |
| 2014 | Maria Stuarda                  | Elza van den Heever, Matthew Polenzani, Matthew Rose    | Maurizio Benini   | Erato            |
| 2015 | La donna del lago Elena        | Juan Diego Flórez, Daniela Barcellona, John Osborn      | Michele Mariotti  | Erato            |
| 2017 | Norma Adalgisa                 | Sondra Radvanovsky, Joseph Calleja                      | Carlo Rizzi       | Erato            |